# Hervehoen
Het Hervehoen, in Zuid-Limburg bekend als het Mergellandhoen, is een oud Belgisch hoenderras, dat ontstaan is in het Land van Herve.

## Geschiedenis
Het Hervehoen zou afstammen van het Gallische hoen en werd vroeger gehouden op boerenerven in het zuiden van het vroegere hertogdom Limburg. Zoals met veel historische hoenderrassen het geval is, verdween het ras langzaam met de opkomst van de nieuwere kippenrassen en werd uiteindelijk enkel nog in het Waalse gedeelte van het oorsprongsgebied aangetroffen. Na de oprichting van het Genootschap van het Herve / Mergelland Hoen werd het ras in Zuid-Limburg opnieuw geïntroduceerd met resterende dieren uit de provincie Luik. Het werd in 2013 opgenomen in de KLN-standaard voor hoenders en dwerghoenders.

## Kenmerken
Het middelgrote en beweeglijke ras heeft haar taaiheid en weerbestendigheid behouden. De bouw is ietwat gestrekt, met een vlakke borst en een hoog gedragen, relatief kleine staart. Het gebruikelijkste is de zwarte kleurslag, maar ook gezoomd blauw is intussen erkend (bekend onder de benaming "Mauheid"). In België bestaat eveneens de kleurslag koekoek (hier "Cotte de fer" genoemd). De enkelvoudige kam, oorlellen en kinlellen zijn felrood. De snavel is hoornkleurig, de loopbenen leiblauw (bij de koekoekvariant wit).

In de oudere literatuur wordt vermeld, dat het ras zich door een snelle groei kenmerkte en daardoor vooral als piepkuiken geconsumeerd werd.

## Fok
De fokactiviteiten in Zuid-Limburg worden door het Genootschap van het Herve / Mergelland Hoen begeleid. Er bestaan tientallen fokeenheden. In Wallonië zijn de fokkers georganiseerd in de Société des Eleveurs de la Poule de Herve.